# Yahoo! Messenger
Yahoo! Messenger (Y!M ou YIM) foi um programa de software através do qual pessoas podem conversar, se escrever e se ver à distância. O software foi da empresa Yahoo!, e também se integrou à rede do Windows Live Messenger. Esteve na versão 11 e teve recursos como integração com o Flickr e player de mídia, que exibe imagens e reproduz vídeos de sites como o YouTube quando um link é enviado a outro usuário.
Existiu também o Yahoo! Messenger para a Web que é um messenger que não precisa ser instalado, já que funciona diretamente no navegador, parecido com o Windows Live Messenger para a web.
Em junho de 2018 a Yahoo! anunciou que o serviço será descontinuado após 20 anos em atividade, no dia 17 de julho tanto para a versão web quanto para os aplicativos para Android e iOS.